# Feueruhr

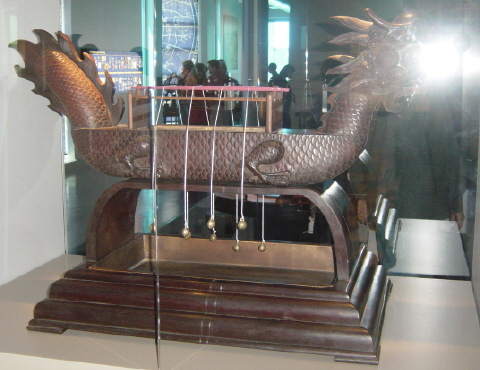
Eine chinesische Räucherstäbchenuhr

Eine Feueruhr ist ein Zeitmessgerät, bei dem eine Zeiteinheit durch gleichbleibend langsames Abbrennen eines brennbaren Gegenstandes angezeigt wird. Feueruhren zählen zu den Elementaruhren, das heißt zu den Uhren, die unter Nutzung der Elemente oder astronomisch die Zeit messen. In China und Japan wurden Luntenuhren, auch Räucherstäbchenuhren (chinesisch 香鐘 / 香钟, Pinyin xiāngzhōng, wörtlich „Duftuhr“), meist zu kultischen Handlungen benutzt. Andere Feueruhren sind Kerzenuhren und Öllampenuhren.
Bei einer Räucherstäbchenuhr wurde in schmalen bootsförmigen Bronzeschalen, die oft die Form eines langgestreckten Drachen hatten, eine aromatische Masse aus der Rinde des Illicium religiosum abgebrannt. Quer über diese Schalen hingen Fäden mit daran befestigten Metallkugeln, die von der abbrennenden Glut zertrennt wurden. Die Metallkugeln fielen in eine Schale und zeigten die vergangene Zeit an. Räucherstäbchenuhren wurden nicht zum täglichen Gebrauch benutzt, sondern dienten in Tempeln kultischen Zwecken.